# 世界制服セキララ女学館
『世界制服セキララ女学館』（せかいせいふくセキララじょがくかん）は、水あさとによる日本の漫画作品。ジャンルは学園漫画。『月刊少年シリウス』（講談社）にて2008年2月号から2010年1月号まで連載。全3巻。2014年9月23日には、全3巻の中から水が選んだエピソードや、同人誌で発表されたもの、イラストなどを収録したベスト盤が発売された。

## 登場人物
富三月マイ

カナエ

マリサ

ハナビ

みと

ひたち

先生

## 単行本
- 第1巻 - 2009年2月23日発行（同日発売[2]） ISBN 978-4-06-373159-0
- 第2巻 - 2009年5月22日発行（同日発売[3]） ISBN 978-4-06-373175-0
- 第3巻 - 2009年12月22日発行（同日発売[4]） ISBN 978-4-06-373198-9
  - 収録読切「正義の覆面 マフラージャスティス」（『月刊少年シリウス』2007年5月号）
- ベスト盤 - 2014年9月23日発売[5] ISBN 978-4-06-376505-2